# Sitio de Groenlo (1627)
El sitio de Groenlo fue un asedio que el ejército de las Provincias Unidas de los Países Bajos, bajo el mando de Federico Enrique de Orange-Nassau, llevó a cabo en 1627 puso a la ciudad de Groenlo, bajo dominio español, durante la guerra de los Ochenta Años.
Al cabo de 30 días de asedio, el comandante de las fuerzas defensoras, Matthijs Dulken, pactó su rendición con los holandeses, abandonando la ciudad con sus tropas. Cuando estos se rindieron y volvían a su país, intentaron combatir contra otras provincias, como Frisia, pero perdieron dramáticamente a causa de la muerte de su general por una granada. Groenlo permanecería bajo control holandés hasta el final de la guerra.

## Introducción
Aunque de pequeño tamaño, la ciudad de Groenlo, en la provincia de Güeldres, era una ciudad bien fortificada y armada, en una situación geográfica estratégica para el comercio con Alemania. Mauricio de Nassau, tras un intento fallido en 1595, la había tomado en 1597, y Ambrosio Spinola la había recuperado para España tras el sitio de Groenlo de 1606. 
Junto con Oldenzaal, tomada por las Provincias Unidas el 1 de agosto de 1626, Bredevoort y Lingen, Groenlo era una importante base de operaciones desde donde se controlaba el este del país. Este sería el motivo por el cual los Estados Generales decidieron atacar la ciudad, en lugar de concentrarse sólo en las batallas navales, en las que la flota holandesa superaba a la española.

## Preludio
El ejército holandés de Federico Enrique, de unos 15.000 soldados de infantería y 4.000 de caballería, se trasladó a lo largo del Rin desembarcando en Emmerich. Estaba compuesto por mercenarios escoceses, ingleses, alemanes, frisios y franceses. 
Llegaron a Groenlo el 20 de julio de 1627, bloqueando inmediatamente las principales vías de acceso a la ciudad con unidades de caballería. Al día siguiente, miles de soldados y obreros del ejército atacante comenzaron a construir un muro de 3 m de alto y 16 km de largo, que rodeando Groenlo habría de servir como defensa del ejército de las Provincias Unidas. Este muro de circunvalación fue diseñado teniendo en cuenta el alcance de la artillería colocada en él, de manera que los proyectiles que se disparasen contra la ciudad no alcanzasen la parte opuesta de la construcción. La circunvalación fue terminada en 10 días, aunque los trabajos de refuerzo del muro continuaron durante todo el tiempo que duró el asedio.
Teniendo noticias de que un gran ejército español, al mando de Enrique van der Bergh, estaba estacionado en el sur del país, e intentando evitar un enfrentamiento con este a campo abierto, donde sería superado en número, Federico Enrique ordenó desplazar parte de sus fuerzas hacia la ciudad alemana de Goch, intentando desviar la atención de van der Bergh. Las villas que rodeaban Groenlo fueron ocupadas por destacamentos del ejército de las Provincias Unidas para prevenir el avance de las tropas españolas, se colocaron centinelas en toda el área circundante y se establecieron líneas de suministro hacia Deventer y Zutphen para abastecer de todo lo necesario a las fuerzas atacantes.

## El asedio

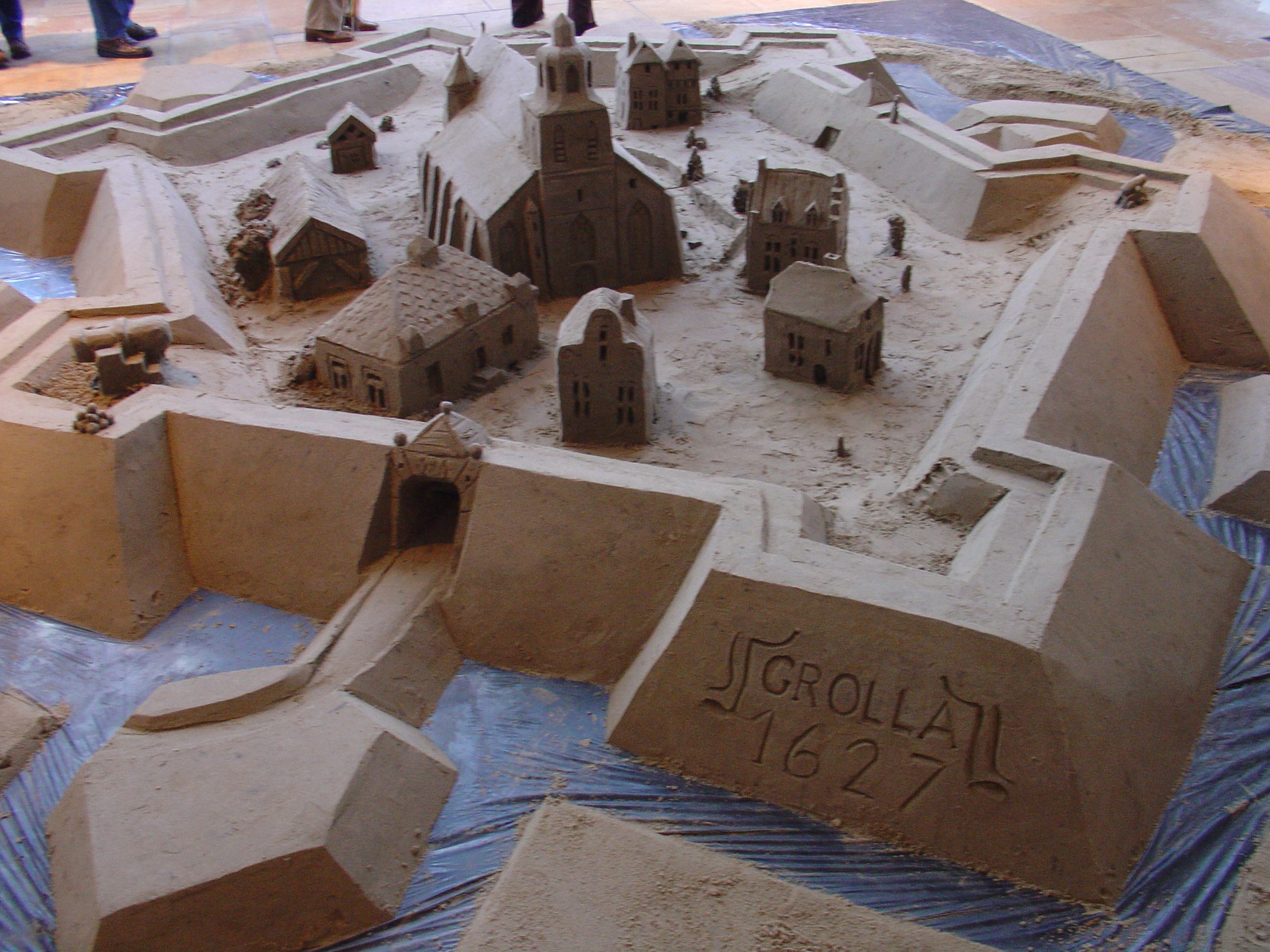
Castillo de arena de Groenlo en 1627.

Matthijs Dulken, experimentado militar, estaba al mando de la guarnición española de Groenlo, con 1.200 soldados de infantería (sin contar los civiles alistados) y 100 de caballería comandados por Lambert Verreyken. Hallándose bien abastecido, ordenó reforzar las defensas de la ciudad, ya de por sí fortificada. Con la línea de circunvalación terminada, Groenlo fue bombardeada por las fuerzas atacantes, mientras que grupos de zapadores holandeses, ingleses y franceses excavaban trincheras en dirección a la ciudad. En los combates que se sucedieron, la artillería holandesa provocó numerosos daños entre las personas y los edificios; los destrozos ocasionados en las defensas de la ciudad eran reparados continuamente por los sitiados. El propio Dulken resultó herido en un hombro, debiendo transferir el mando a Verreyken. Este, con su caballería, atacó sin mucho éxito las posiciones enemigas, especialmente las trincheras y el baluarte de Ernesto Casimiro de Nassau-Dietz. Debido a la negligencia de un soldado, en Groenlo explotaron dos barriles de pólvora, causando cuarenta bajas entre los sitiados.
Mientras tanto, los zapadores ingleses habían llegado con sus trincheras hasta el foso que rodeaba Groenlo, al que afluía el río Slinge. Para facilitar el cruce del foso, destruyeron la esclusa al norte de la ciudad, lo que provocó una bajada del nivel del agua. Tras esto, el ejército atacante intentó cruzar el foso construyendo una presa, pero ésta fue incendiada por los defensores. Finalmente, con el apoyo de dos piezas de artillería, los atacantes consiguieron terminar dos presas a costa de numerosas bajas. Tras haber cruzado el foso, comenzaron a minar los muros defensivos de Groenlo, bajo el fuego constante que contra ellos se hacía desde la ciudad.

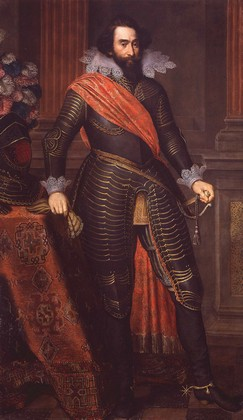
Van den Bergh.

Entretanto, Van den Bergh llegó con su ejército a las cercanías de la ciudad, al que había añadido 1800 mercenarios alemanes, superando en número a las fuerzas de su primo Federico Enrique. Sin embargo, debido a la carencia de fondos, este ejército estaba falto de suministros y llegó a Groenlo demasiado tarde como para enfrentarse a los atacantes en una batalla a campo abierto. Tras un plan para cortar las líneas de suministro neerlandesas, que fracasó por las desavenencias entre los tercios españoles e italianos, Van den Bergh decidió atacar la línea de circunvalación y penetrar en la ciudad. Su ataque contra las fuerzas escocesas, exitoso en un principio, fue rechazado por el contraataque de las tropas del oficial Morre, que obligaron a los españoles a retirarse.

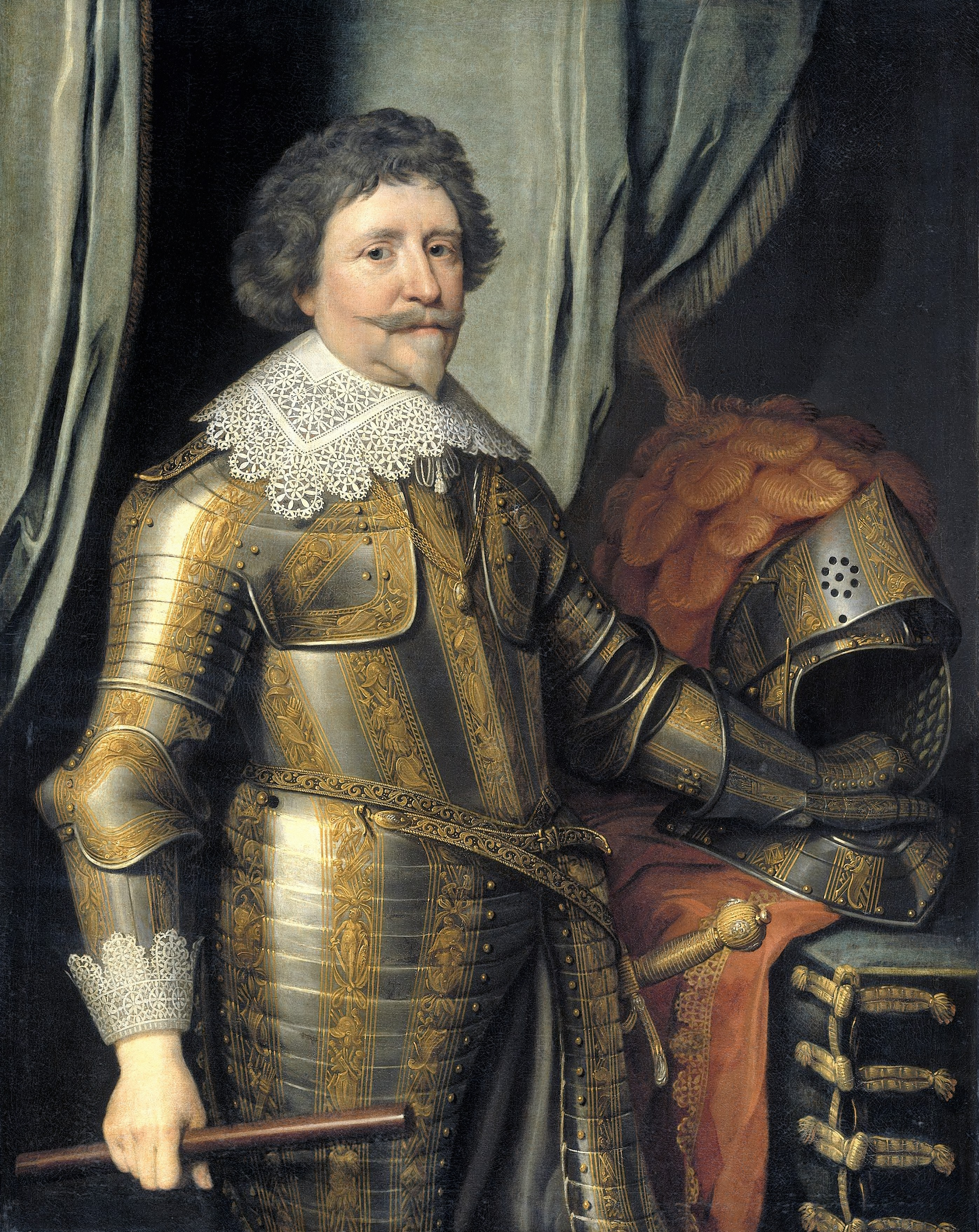
Federico Enrique, según Michiel Jansz. van Mierevelt.

Federico Enrique intentó negociar la rendición de Dulken, convenciéndole de la imposibilidad de recibir refuerzos desde el exterior, pero este se negó a las propuestas. El 18 de agosto, las tropas inglesas cruzaron el foso y abrieron una brecha en la muralla exterior de Groenlo por la que intentaron penetrar en la ciudad; por tres veces intentaron el ataque, siendo rechazados por la mosquetería de Verreyken, que causó numerosas bajas entre los ingleses. Sin embargo, Dulken, comprendiendo que no podría seguir repeliendo los ataques, y falto de hombres y de armas, envió comisionados para negociar un armisticio.
Tres días después, ambas partes firmaron un tratado mediante el cual la ciudad quedaba en poder de las Provincias Unidas. A las tropas y ciudadanos españoles en Groenlo se les permitió salir con sus armas y propiedades, y se les concedió transporte para la marcha. La ciudad fue ocupada por una guarnición de soldados del ejército de Federico Enrique; la línea de circunvalación fue destruida y las trincheras rellenadas para prevenir su utilización por futuros atacantes. Groenlo quedó en poder de las Provincias Unidas hasta el final de la guerra.